# Épületautomatizálás
Az épületautomatizálás az ember számára kényelmes épített környezet biztosításának és az üzemeltetési ráfordítások optimalizálásának szakterülete. Eszközei a - ma már szinte kizárólag digitális, önálló és számítógépekkel kommunikáló - szabályozókészülékek, nagyobb épületeknél digitális alállomásokból, lokális szabályozók vezetékes vagy vezeték nélküli hálózatából, szerverekből és munkaállomásokból felépített épületirányító rendszerek (Building Management System - BMS). Az épületirányító rendszerek feladata, hogy a gépészeti (köztük a vízellátás, fűtés/hűtés, szellőztetés és légkondicionálás), biztonsági, tűz- és árvédelmi, világító (és vészvilágító), stb. rendszereket, berendezéseket ellenőrizzék és automatikusan irányítsák. Intelligens épületről beszélünk, ha épületirányító rendszerét úgy alakították ki, hogy az széles körben információkat gyűjt és ezekre alapozva alkalmas tetszőleges automatikus eljárás beprogramozására, ezek ellenőrzését lehetővé tévő automatikus mérési jegyzőkönyvek (grafikonok, elemzések) elkészítésére.

## Jellemzői
Az épületautomatika rendszerek szenzorok segítségével érzékelik a környezetükből származó információkat, ezeket feldolgozzák és a kapott adatok alapján automatikusan hoznak önálló döntéseket. Ezek a hálózatok felügyelik, befolyásolják és irányítják az épületekben zajló komplex technológiai folyamatokat.
Az épületautomatizáló rendszerek alapfunkciói közé tartozik, hogy az épületek belső hőmérsékletét egy megadott tartományban tartsák, megvilágítsák a helyiségeket, ha éppen tartózkodik bennük valaki, figyeljék az esetleges meghibásodásokat a különféle rendszerekben, illetve a karbantartásért felelős személyeket értesítsék üzemzavar esetén (például e-mailben vagy SMS-ben). Az épületautomatizálás segítségével csökkenthetőek az épület energia- és karbantartási költségei a szabályozatlan épületekhez képest. A rendszerek üzemeltetését általában a megspórolt energia és költségek által fedezik. A felhasznált energia mennyiségének csökkentése mellett az automatizáló rendszereknek nagy szerep jut az épület megfelelő komfortszintjének biztosításában is.
Az automatizált épületeket gyakran nevezik intelligens épületeknek, „okosépületeknek” vagy (lakóházak esetén) okos otthonoknak. Intelligens, azaz automatizált épületté tehető gyakorlatilag bármely épület (például irodaház, bevásárlóközpont, ipari vagy sportcsarnokok, egyszerű lakóépületek stb.), amelynek elektromos berendezései képesek arra, hogy kommunikáljanak egymással és egy központi egységgel.
A modern zöld toronyházakat már szinte kivétel nélkül épületautomatizáló rendszerekkel együtt tervezik, hogy így takarékoskodjanak az energiával, vízzel és levegővel. Az épületautomatizáló rendszerek egyik alapfunkciója, hogy az elektromos berendezéseket igény szerint üzemeltetik, a külvilágtól elzárt épületek esetén pedig folyamatosan ellenőrzik a szellőzést és a belső páratartalmat. A zöld épületekben általában minél több kis energiaigényű egyenáramos készüléket használnak, amelyeket az elektromos hálózattal Ethernet kapcsolaton keresztül integrálnak. Általában még a passzívházként megtervezett épületeknek is – amelyek egyébként nem használnak hálózati energiát – szükségük van valamilyen automatizáló rendszerre, hogy a hő tárolását, az árnyékolást, a szellőzést és az elektromos eszközök működtetését szabályozzák.

## Fajtái

### Intelligens épületek
A hagyományos, általában lakóházaknál, szállodáknál, irodaépületeknél és más, hasonló célú épületek esetében alkalmazott rendszerek egyszerűbbek az ipari automatizáló rendszereknél, mivel kevesebb folyamatot kell felügyelniük.
Az ilyen rendszerek általában a hőmérsékletet és a fényviszonyokat szabályozzák elsősorban. Így a rendszer hatáskörébe tartozhat a szellőzés, fűtés, légkondicionálás, világítás, sötétítők és árnyékolók vezérlése, illetve a biztonsági és megfigyelőrendszerek valós idejű felügyelete is.
Az automatizált intelligens épületrendszerek célja általában a kényelem és komfort megteremtése, a költséghatékonyság és a biztonság biztosítása.

### Ipari épületautomatizálás
Az ipari létesítmények esetében az automatizáló rendszernek komplexebb technológiai folyamatokat kell szabályoznia és ellenőriznie, mint egy lakóépület vagy akár irodaház esetében. Olyan különleges gépészeti igényekre kell ilyenkor tekintettel lenni, mint például a beléptetés-vezérlés (más néven zsilipelés), térnyomás szabályozás, de szükség lehet a különböző helyiségek nyomástartásának kontrollásására, a tisztahelyiségek beléptetésének ellenőrzésére és a technológiai hűtőrendszer vezérlésére is.

## Infrastruktúra

### Vezérlőegység
A központi vezérlőegység egy kifejezetten az épületautomatizálási rendszerek vezérlésére épített, kimeneti és bemeneti csatlakozási lehetőségekkel is rendelkező számítógép.
A vezérlőegység a beérkező információk alapján képes leolvasni az épület és környezetének hőmérsékletét, páratartalmát, légnyomását, légáramlását és más fontos tényezőket. A kimeneteken keresztül az egység parancsokat küld az alárendelt eszközöknek és a rendszer más részeinek. A bemeneti és kimeneti jelek lehetnek analóg vagy digitális jelek is.
Az épületautomatizálásban alkalmazott vezérlőket három kategóriára oszthatjuk. Ezek a programozható logikai vezérlők (Programmable Logical Controller, PLC), SNC (System/Network Controller) központi vezérlők, illetve terminálvezérlők (Terminal Unit Controller).

### Kihasználtság
Az automatizáló rendszerek a kihasználtság függvényében szabályozzák az épület több rendszerét. Ezek a rendszerek általában két vagy többféle állapotba kapcsolhatók (pl. kihasználatlan, reggeli felkészülés, éjszakai leállás). A kihasználtságot a rendszer általában a napszak alapján határozza meg. Ha egy helység vagy az épület használatban van, a rendszer arra törekszik, hogy minél kellemesebb hőmérsékletet és megfelelő világítást biztosítson. Az épületeket nem ritkán zónákra osztják, így az egyes részek külön alrendszerei képesek eltérően szabályozni a hőmérsékletet és a világítást. A hőmérsékleti adatokról az épületben elhelyezett szenzorok szolgáltatnak adatokat a vezérlő számára.
Sok esetben az épületautomatizáló rendszerek jelenlét-érzékelő szenzorok segítségével gyűjtenek információkat a kihasználtságról, így csak akkor aktiválják az érintett rendszereket, ha az adott zónában valóban tartózkodnak emberek. Ez ugyanakkor kevéssé hatékony megoldás akkor, ha az ideális körülmények (kimondottan a hőmérséklet) előállításához hosszabb idő szükséges.

### Világítás
Az épületautomatizáló rendszer segítségével a világítás a napszaknak vagy a kihasználtságnak megfelelően le- vagy felkapcsolható, erőssége szabályozható. Ezt gyakran szenzorok szabályozzák, gyakori például az a megoldás, hogy a világítás fél órával az utolsó érzékelt mozgást követően lekapcsolódik. Az épületen kívül elhelyezett fotocellák érzékelik a fényerősséget, a napszakot, és a külső helyiségekben, a parkolóban a bejövő adatok alapján szabályozhatják a világítást.

### Légkezelés
A légkezelők általában külső és újra felhasznált belső levegő keverékét használják, így kevesebb energiára van szükség a megfelelő hőmérséklet és páratartalom előállításához. A külső levegő bevonása azért szükséges, hogy az épület levegője friss és egészséges maradjon. Az energiaoptimalizálás jegyében a vezérlőegység a kihasználtság alapján határozza meg a felhasznált külső levegő arányát.

### Központi vízkezelő
A légkezelő egységek vízzel való ellátásához szükség van egy központi vízkezelő egységre. Ez kiszolgálhat hidegvizes, melegvizes vagy kondenzátoros rendszereket, illetve transzformátorokat és tartalék generátorokat vészhelyzet esetére. Ideális esetben ezek a rendszerek segíthetik is egymást, például úgy, hogy az energiatermeléskor keletkező hőt vízmelegítésre használják fel, ahogyan ezt számos erőműben teszik.

### Riasztó- és biztonsági rendszer
Minden modern épületautomatizáló rendszer rendelkezik riasztási képességgel, amelynek révén a karbantartó személyzet tudomást szerezhet a potenciálisan veszélyes helyzetekről és kezelheti azokat. A rendszer figyelmeztetheti a megfelelő személyeket számítógép (e-mail vagy SMS üzenet), csipogó, telefonhívás vagy akusztikus riasztás útján, illetve ezek szabadon meghatározott kombinációjával. A riasztásokról biztonsági és biztosítási megfontolásokból az automatizálási rendszerek felvételeket készítenek, rögzítik azok adatait.